# Марухи
Марухи́ —  село в Україні, у Кролевецькій міській громаді Конотопського району Сумської області. Населення становить 2 осіб. До 2020 орган місцевого самоврядування — Бистрицька сільська рада.

## Населення

### Мова
Розподіл населення за рідною мовою за даними перепису 2001 року:
| Мова       | Кількість | Відсоток |
| ---------- | --------- | -------- |
| українська | 1         | 50%      |
| російська  | 1         | 50%      |
| Усього     | 2         | 100%     |

## Географія
Село Марухи знаходиться на правому березі річки Реть, вище за течією на відстані 1,5 км розташоване село Ковбасине, нижче за течією на відстані 0,5 км розташоване село Папкине, на протилежному березі - село Бистрик. До села примикає великий лісовий масив (сосна) - Урочище Тимошенкове. Поруч проходить автомобільна дорога М02E101.

## Історія
12 червня 2020 року, відповідно до розпорядження Кабінету Міністрів України № 723-р «Про визначення адміністративних центрів та затвердження територій територіальних громад Сумської області», село увійшло до складу Кролевецької міської громади.
19 липня 2020 року, в результаті адміністративно-територіальної реформи та ліквідації Кролевецького району, увійшло до складу новоутвореного Конотопського району.

## Символіка
На гербі зображені 2 серпа між якими знаходиться геральдична троянда. 2 серпа це посилання на слов'янську богиню Мару (герб є промовистим). Троянда уособлює красу села і навколишньої місцевості. Серпи що зрізають троянду і жовте тло (пожовкле) це символ приходу осені і алегоричне вмирання природи щоб знову відродитися навесні з приходом її антипода бога Ярила.